# Alicia Coppola
Alicia Coppola (Huntington, 1968. április 12. –) amerikai színésznő.

## Élete

### Fiatalkora és családja
A New York állambeli Huntingtonban született. Matthew Coppola filmproducer testvére, és a hasonló szakmájú Denise Di Novi unokatestvére. Családja nem áll rokonságban Francis Ford Coppolával.
1990-ben a New York Egyetemen szerzett diplomát.

### Pályafutása
Tévés pályafutása 1987-ben kezdődött, amikor feltűnt a Remote Control című vetélkedőben, mint hosztesz. 1991 és 1994 között az Another World című sorozatban alakította Lorna Devont. Az ezt követő években több sorozatban epizódszereplőként tűnt fel. Ismertebb sorozatok, amikben szerepelt: Star Trek: Voyager, CSI: A helyszínelők, Monk – A flúgos nyomozó, Las Vegas, NCIS.
A 2006-os Jericho című posztapokaliptikus sorozatban visszatérő szereplőként tűnt fel, összesen 17 epizódban. 2007-ben A nemzet aranya: Titkok könyve című filmben játszott.

### Magánélete
Anthony Michael Jones házastársa. Lányuk, Mila Rose Jones 2002-ben született.

## Filmográfia

### Film
| Év   | Magyar cím                     | Eredeti cím                        | Szerep               | Magyar hang    |
| ---- | ------------------------------ | ---------------------------------- | -------------------- | -------------- |
| 1999 | Sebességcsapda                 | Velocity Trap                      | Beth Sheffield       | Orosz Anna     |
| 2001 |                                | Zigs                               | Rachel               |                |
| 2002 |                                | Fresh Cut Grass                    | Macy Burns           |                |
| 2003 |                                | Welcome to the Neighborhood        | Helen                |                |
| 2003 | Bűn                            | Sin                                | Bella                | Kocsis Mariann |
| 2003 |                                | Becoming Marty                     | ügyvéd               |                |
| 2007 | A nemzet aranya: Titkok könyve | National Treasure: Book of Secrets | Spellman FBI-ügynök  | Agócs Judit    |
| 2015 | Miénk a világ                  | We Are Your Friends                | Mrs. Romero          | Agócs Judit    |
| 2017 |                                | A Cowgirl's Story                  | Helen Rhodes hadnagy |                |
| 2022 |                                | Blink (rövidfilm)                  | nővér                |                |

### Televízió
| Év        | Magyar cím                       | Eredeti cím                                  | Szerep                                     | Megjegyzések                                       |
| --------- | -------------------------------- | -------------------------------------------- | ------------------------------------------ | -------------------------------------------------- |
| 1988      | Saturday Night Live              | Saturday Night Live                          | partivendég                                | 1 epizód                                           |
| 1991      |                                  | Against the Law                              | Kathleen                                   | 1 epizód                                           |
| 1991–1993 |                                  | Another World                                | Lorna Devon                                | 128 epizód                                         |
| 1992      |                                  | The Keys                                     | Terry                                      | tévéfilm                                           |
| 1994      | New York rendőrei                | NYPD Blue                                    | Paula Anderson                             | 1 epizód                                           |
| 1995      | Star Trek: Voyager               | Star Trek: Voyager                           | Stadi hadnagy                              | 1 epizód                                           |
| 1995      | Veszélyes küldetés               | New York Undercover                          | Carson nyomozó                             | 1 epizód                                           |
| 1995      |                                  | The Great Defender                           | Camille                                    | 1 epizód                                           |
| 1995      | Angyali érintés                  | Touched By an Angel                          | Ava                                        | 1 epizód                                           |
| 1996      | Éledő bosszú                     | The Lazarus Man                              | Libby Custer                               | 1 epizód                                           |
| 1996      |                                  | For the Future: The Irvine Fertility Scandal | Beth nővér                                 | tévéfilm                                           |
| 1996      | Víruskommandó                    | The Burning Zone                             | Dana Tierney                               | 1 epizód                                           |
| 1997      | Chicago Hope Kórház              | Chicago Hope                                 | Alice Bishop                               | 1 epizód                                           |
| 1997      | Sentinel – Az őrszem             | The Sentinel                                 | Samantha                                   | 1 epizód                                           |
| 1998      | Pensacola – A név kötelez        | Pensacola: Wings of Gold                     | Donna Francis                              | 1 epizód                                           |
| 1998      | Végzetes hajsza                  | The Perfect Getaway                          | Alex Vaughn                                | tévéfilm                                           |
| 1998      | Profiler – Pszichozsaru          | Profiler                                     | Anita Pessoa seriffhelyettes               | 1 epizód                                           |
| 1998–1999 |                                  | Trinity                                      | Patricia Damiana nyomozó                   | visszatérő szereplő (1. évad)                      |
| 1999      | Esti meccsek                     | Sports Night                                 | Lessa                                      | 1 epizód                                           |
| 1999      | Sírig tartó barátság             | Any Day Now                                  | ismeretlen szerep                          | 1 epizód                                           |
| 1999      |                                  | Cold Feet                                    | Karen Chandler                             | főszereplő (1. évad)                               |
| 2000      | Narkóháború                      | Blood Money                                  | Gloria Restrelli                           | tévéfilm                                           |
| 2000–2001 | Pénz, pénz, pénz                 | Bull                                         | Marissa Rufo                               | főszereplő (1. évad)                               |
| 2001      | CSI: A helyszínelők              | CSI: Crime Scene Investigation               | Dr. Susan Hillridge                        | 1 epizód                                           |
| 2002      | Ally McBeal                      | Ally McBeal                                  | Holly Richardson                           | 2 epizód                                           |
| 2002      | Túl nagy fogás                   | Framed                                       | Lucy Santini                               | tévéfilm                                           |
| 2003      | Dawson és a haverok              | Dawson's Creek                               | Toni Stark                                 | 1 epizód                                           |
| 2003      | A holtsáv                        | The Dead Zone                                | Anita / Nicholas                           | 1 epizód                                           |
| 2003      | JAG – Becsületbeli ügyek         | JAG                                          | Faith Coleman sorhajóhadnagy               | 2 epizód                                           |
| 2003      | Esküdt ellenségek: Bűnös szándék | Law & Order: Criminal Intent                 | Isobel Carnicki                            | 1 epizód                                           |
| 2003      |                                  | The Lyon’s Den                               | Riley                                      | 1 epizód                                           |
| 2003      | Amynek ítélve                    | Judging Amy                                  | Danielle Casey kerületi ügyész             | 1 epizód                                           |
| 2003      | Csodák                           | Miracles                                     | Georgia Wilson                             | 1 epizód                                           |
| 2003–2004 |                                  | American Dreams                              | Nancy                                      | visszatérő szereplő (2. évad)                      |
| 2003–2005 | Bostoni halottkémek              | Crossing Jordan                              | Meredith Stackhouse nyomozó / Ryan Kessler | 2 epizód                                           |
| 2004      | Az ügyosztály                    | The Division                                 | Liz                                        | 1 epizód                                           |
| 2004      | Monk – A flúgos nyomozó          | Monk                                         | Michelle Rivas                             | 1 epizód                                           |
| 2004      | Jack és Bobby                    | Jack & Bobby                                 | Abigail Marks                              | 1 epizód                                           |
| 2004      | Huff                             | Huff                                         | Laura Linden                               | 1 epizód                                           |
| 2004–2005 | NCIS                             | NCIS                                         | Faith Coleman sorhajóhadnagy               | 3 epizód                                           |
| 2005      | Las Vegas                        | Las Vegas                                    | Monica Wells                               | 1 epizód                                           |
| 2005      |                                  | Jake in Progress                             | Alison                                     | 1 epizód                                           |
| 2005      |                                  | Blind Justice                                | Debbie Diament                             | 1 epizód                                           |
| 2005      | Dr. Csont                        | Bones                                        | Joy Deaver                                 | 1 epizód                                           |
| 2005–2013 | Két pasi – meg egy kicsi         | Two and a Half Men                           | Dr. Michelle Talmadge / T.C. Randall       | 2 epizód                                           |
| 2006–2008 | Jericho                          | Jericho                                      | Mimi Clark                                 | visszatérő szereplő (1. évad) főszereplő (2. évad) |
| 2008      | A fekete özvegy                  | Black Widow                                  | Melanie Dempsey                            | tévéfilm                                           |
| 2009      | Haláli testcsere                 | Drop Dead Diva                               | Dr. Dumont                                 | 1 epizód                                           |
| 2009      | Hazudj, ha tudsz!                | Lie To Me                                    | Sheila Redatti                             | 1 epizód                                           |
| 2010–2022 | NCIS: Los Angeles                | NCIS: Los Angeles                            | Lisa Rand FBI-ügynök                       | 5 epizód                                           |
| 2011      | Castle                           | Castle                                       | Amber Patinelli                            | 1 epizód                                           |
| 2011      |                                  | Detroit 1-8-7                                | Linda Garrety                              | 1 epizód                                           |
| 2011      |                                  | The Nine Lives of Chloe King                 | Velentina                                  | 4 epizód                                           |
| 2011      | Briliáns elmék                   | Suits                                        | Alexandra Leeds                            | 1 epizód                                           |
| 2011      | Bosszú                           | Revenge                                      | Melissa Andetson                           | 1 epizód                                           |
| 2012      | Haláli zsaruk                    | Common Law                                   | Jonelle                                    | visszatérő szereplő (1. évad)                      |
| 2013      | Teen Wolf – Farkasbőrben         | Teen Wolf                                    | Talia Hale                                 | 1 epizód                                           |
| 2014      | Gyilkos elmék                    | Criminal Minds                               | Lisa Randall                               | 1 epizód                                           |
| 2014      | Kemény motorosok                 | Sons of Anarchy                              | Mildred Treal                              | 1 epizód                                           |
| 2015      | Vészhelyzet: Los Angeles         | Code Black                                   | Karen Irving                               | 1 epizód                                           |
| 2016      | Veszélyes tanerők                | Those Who Can't                              | Manhallana edző                            | 1 epizód                                           |
| 2016      | Nyughatatlan fiatalok            | The Young and the Restless                   | Dr. Meredith Gates                         | visszatérő szereplő (30 epizód)                    |
| 2016      | MacGyver                         | MacGyver                                     | Roberts nagykövet                          | 1 epizód                                           |
| 2016–2018 | Shameless – Szégyentelenek       | Shameless                                    | Sue                                        | visszatérő szereplő (7–8. évad)                    |
| 2017      | Gyilkos ügyek                    | Major Crimes                                 | Joanne Harris                              | 1 epizód                                           |
| 2017      | A kijelölt túlélő                | Designated Survivor                          | Dr. Tammy Bruner                           | 1 epizód                                           |
| 2019      | Az újonc                         | The Rookie                                   | Murphy nyomozó                             | 1 epizód                                           |
| 2019      | Empire                           | Empire                                       | Megan Conway                               | visszatérő szereplő (5. évad)                      |
| 2019      | Elveszett kincsek vadászai       | Blood & Treasure                             | Dr. Ana Castillo                           | főszereplő magyar hangja Spilák Klára              |
| 2019      |                                  | Why Women Kill                               | Sheila Mosconi                             | visszatérő szereplő                                |
| 2020–2023 | Bírónő, kérem!                   | All Rise                                     | Wanda Taylor                               | 3 epizód                                           |
| 2021      | X generáció                      | Generation                                   | Carol                                      | visszatérő szereplő                                |
| 2022      | Esküdt ellenségek                | Law & Order                                  | Keller ügyvéd                              | 1 epizód                                           |
| 2022–2023 | 911 L.A.                         | 911 L.A.                                     | Carrie Walsh                               | 3 epizód                                           |